# Jordan Letjkov
Jordan Letjkov (bulgariska: Йордан Лечков), född 9 juli 1967 i Sliven i Bulgarien, är en bulgarisk före detta professionell fotbollsspelare. Han har spelat i kända klubbar som CSKA Sofia, Beşiktaş JK och Hamburger SV.
Letjkov spelade 45 landskamper för det bulgariska landslaget och gjorde 5 mål. Under VM 1994 slog Letjkov in den avgörande straffen i åttondelsfinalen mot Mexiko. Han nickade även in det avgörande 2-1 målet i kvartsfinalen mot Tyskland.